# Oud-Griekse godsdienst

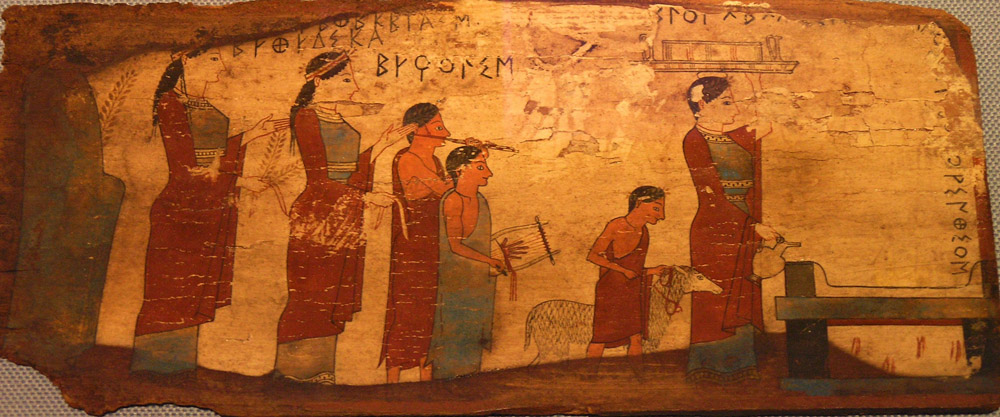
Processie om een schaap te offeren aan de Charites (schilderij op hout, wijgeschenk, pinax uit Pitsa grot in Korinthe, ca. 540-530 v.Chr., Nationaal Archeologisch Museum van Athene).

De oud-Griekse godsdienst was "een religie zonder dogma's, zonder credo en bijna geen priesters, die bestond uit een verzameling culten, gebaseerd op mythes" waar geloof aan werd gehecht. Om Édouard des Places verder te citeren: "Zij kent zo weinig eenheid dat men er beter in het meervoud over spreekt."
De Grieken deelden voor hun godsdienst wel dezelfde Griekse taal, ze kenden allen de Ilias en de Odysseia van Homerus, waarin de Olympische goden een grote rol spelen en velen van hen gingen hen naar de religieus geïnspireerde Panhelleense spelen of bezochten het Panhelleense orakel van Delphi. Door de uitstraling van Athene in de Griekse wereld werden bovendien veel culten van deze polis overgenomen door andere poleis. Bovendien deelden de Grieken een reële devotie voor dezelfde goden.
De Grieken kenden geen woord dat goed vertaald kan worden met het woord 'godsdienst'. Zij spraken van "eer bewijzen aan de goden" (θεῶν τιμαι / theôn timai). Het Griekse woord voor 'god' is theos (θεός); in tegenstelling tot het Latijnse deus is het niet afgeleid van het Indo-Europese *deiwos.

## Primaire aspecten van de oud-Griekse godsdienst
Er zijn twee belangrijke aspecten van de oud-Griekse godsdienst die men moet beschouwen alvorens dieper te kunnen ingaan op deze godsdienst(en).

### Godsdienst is geen mythologie
Men houdt er doorgaans te weinig rekening mee dat men mythologie en godsdienst van elkaar moet onderscheiden. Mythen zijn diepzinnige verhalen waarin een volk vorm geeft aan zijn (pre-wetenschappelijke) opvattingen over de godenwereld, over ontstaan en oudste geschiedenis van de wereld en over de zin van het menselijke bestaan. Voor verhalen over gebeurtenissen uit de heldentijd, die overigens dikwijls met de mythen nauw verwant zijn, kan beter de naam "sage" worden gebruikt.
De oorsprong van de meeste Griekse mythen moet gezocht worden in heilige verhalen die van oudsher over de verschillende goden in omloop waren en vooral op de cultusplaatsen werden verteld. Uit deze verhalen ontstonden reeds in Myceense periode mythen en mythencycli, door opvulling van lacunes en door contaminatie.
De grootste rol hebben bij dit proces de epische dichters gespeeld; hun systematiek is in grote lijnen gangbaar gebleven tot het einde van de oudheid. Door deze poëtisering zijn de Griekse mythen weliswaar min of meer losgeraakt van de oorspronkelijke religieuze ervaringen, maar daaraan hebben ze tevens hun onsterfelijkheid en hun invloed tot op de huidige dag te danken.
Reeds sinds de 6e eeuw v.Chr. poogden de Grieken hun mythen - die sinds geruime tijd niet meer aan eigentijdse religieuze opvattingen beantwoordden - ook als symbool of allegorie te verklaren.
Een eerste verklaring die door sommigen geuit werd, was dat de goden niets anders waren dan gepersonifieerde natuurkrachten. Een tweede poging tot verklaring kwam van Euhemerus van Messene, die in zijn Hiera anagraphe ("Heilige kroniek") - ons in fragmenten overgeleverd bij Diodoros van Sicilië en Lactantius - vertelt over het eiland Panchaia waar in de tempel van Zeus een inscriptie stond met de namen van koningen uit het verleden en die van Zeus als eerste koning van het eiland. Hiermee trachtte hij aan te tonen dat mythen de min of meer vervormde verhalen over daden van grote koningen uit het verleden waren. Deze interpretatiewijze heet euhemerisme. Er waren er ook die meenden dat mythen enkel tot doel hadden als aition (αἴтιον: verklaring) te dienen voor bepaalde rites, waarvan men intussen al lang de oorspronkelijke betekenis was vergeten.
Het moderne onderzoek naar de oud-Griekse religie meent dat het waarschijnlijk om een mengeling ging en dat er een wisselwerking bestond tussen mythe en rite: een mythe kon ontstaan uit een rite, maar evengoed kon een rite ontstaan uit een mythe. De dagelijkse rituelen van de eredienst speelden zich voornamelijk af rond het brengen van offers op een altaar waarop vuur brandde. Dat vuur moest vooral zuiver blijven en werd daarom met eerbied en ontzag behandeld, zowel thuis als in de tempels waar dag en nacht het ‘heilige stadsvuur’ brandde.

### Terminologie
De terminologie die men gebruikte binnen de oud-Griekse godsdienst laat ons toe een blik te werpen op de gedachtewereld van de gelovigen.
Een eerste belangrijk element zijn de vier verschillende termen die men kende in het Grieks om iets uit te drukken dat ons woord "heilig" benadert: ἱερός / hierós (een begrip dat reeds in de Myceense tijd werd gebruikt en enkel gebruikt kon worden bij zaken (af en toe bij personen) die in nauwe verbinding stonden met een godheid of heiligdom), ὅσιος / hósios (dat altijd in contrast met hierós moet gezien worden kan (1) vroom, heilig of (2) gedesacraliseerd betekenen), ἅγιος / hágios (zeldzaam in de oudheid zelf en afgeleid van het werkwoord ἅζομαι / házomai (eerbiedige vrees hebben tegenover iets/iemand), heeft slechts betrekking op zaken die in verband staan met het goddelijke en aldus onbereikbaar of transcendent zijn) en ἁγνός / hagnós (vaker gebruikt dan hágios in de oudheid en ook afgeleid van hetzelfde werkwoord, wijst op de zuiverheid van zowel zaken als personen, of het nu goden of mensen waren). Uit al deze termen kunnen we afleiden dat voor de Grieken de onaantastbaarheid en zuiverheid van heilige zaken of personen belangrijk was. Men kan in dit verband ook de asylia (onschendbaarheid) van heiligdommen beschouwen.
Het belang van angst, vrees of schroom in de oud-Griekse religie blijkt uit de verscheidene termen met σεβ / seb (gevaar, angst, veneratie) in: zo kent men de woorden σέβομαι / sébomai (vereren), σέβας / sébas (ontzag, eerbied, schaamte), σεμνός / semnós (vereerd), εὐ̓σέβεια / eusébeia (eerbiedigheid, piëteit; vroomheid), θεοσέβεια / theosébeia (godsvrucht) en ἀσέβεια / asébeia (oneerbiedigheid, goddeloosheid). Ook de term αἰδώς / aidôs (angst voor, schroom en eerbied tegenover de goden) werd vaak gebruikt.
Sinds Hesiodos maakte men in de oud-Griekse theologie ook een onderscheid in goddelijke wezens die men aanduidde als protogenoi (letterlijk de eerst geborenen, de eerste goden die over de wereld heersten), theoi (wat wij meestal vertalen met goden, d.i. een macht die de grenzen van het menselijke overstijgt; hier behoren ook de Titanen toe), daimonen (mindere goden, die meestal een chtonisch en theriomorf karakter hebben en waartoe ook de nymphai behoren), herôes of heroën (dit zijn de legendarische helden of halfgoden) en Theres (dieren en monsters, zoals Giganten, draken en centauren).

## Oorsprong van de oud-Griekse godsdienst
De oorsprong van de oud-Griekse godsdienst is nog behoorlijk omstreden, maar twee belangrijke opvattingen springen toch in het oog: de tweeledige opvatting van R. Pettazzoni en de vijfledige opvatting van F. Vian.

### Tweeledige opvatting
Deze opvatting gaat ervan uit dat de oud-Griekse godsdienst uit twee componenten bestaat: een agrarisch matriarchale en een Indo-Europese patriarchale component. De eerste component, de agrarische, komt zelden tot uiting in de bronnen (bijvoorbeeld thesmophoria). Deze component zou de nadruk leggen op het mysterie van het leven, vruchtbaarheid en de dood. Toen de pre-Helleense bevolking door de Doriërs werd verdreven naar de minder vruchtbare gebieden, bleef ze haar godsdienst voortzetten.
De tweeledigheid wordt door Pettazzoni gebruikt ter verklaring van de duistere en orgiastische fenomenen, het idee van vruchtbaarheid en de ziel als goddelijk element in de mens, de tegenstelling tussen het Elyseion en de Hades, tussen het noodlot (moira) en de almachtige wil van de goden, de verschillende visies op het ontstaan van de mens (uit water en klei, uit stenen enzovoorts) en de nederige functie van Hermes en Hephaistos.
Het is echter moeilijk deze componenten aan te tonen, wat de theorie omstreden maakt.

### Vijfledige opvatting
In deze opvatting worden vijf componenten onderscheiden:
1. "fonds indigène";
2. Minoïsche component;
3. Oosterse component;
4. Thraco-Phrygische component;
5. Indo-Europese component.

De "fonds indigène" zou de lokale goden (Titanen), vegetatiegodinnen (Pandrosos, Herse, Aglauros, Damia, Auxesia, Helena, Callisto, Alea en Potnia (?)), enkele mannelijke goden (Hyakinthos [de uitgang -inthos wijst op een pre-Helleense oorsprong], Pan, Hermes), berg- (Helicon, Atlas) en stroomgoden (Achelous, Inachus, Alphaeus) alsook bronnimfen (mogelijk ook Nereus) hebben geleverd voor de oud-Griekse godsdienst.
De Minoïsche inbreng zou de verering in grotten op bergtoppen geweest zijn, zoals Apollon Aktros in Anactoriona aan de Ambracische golf en Zeus verering op de bergtoppen van de Ida en Hymettus. Maar ook sommige elementen van de Demetercultus (zie Potnia Theron) en de associatie van bepaalde vogels aan godinnen zijn afkomstig uit deze Minoïsche inbreng.
De oosterse invloed is duidelijk merkbaar in de oosterse oorsprong van Apollon, Artemis, Aphrodite en Hephaistos. Het zou vooral om organisch gegroeide elementen gaan.
De Thraco-Phrygische invloed daarentegen zou het wilde, orgiastische karakter aan de oud-Griekse godsdienst verleend hebben met goden zoals Ares en Dionysos, maar ook met een heros als Orpheus. Vele mysteriecultussen komen ook uit deze streek.
Tot slot is er nog de Indo-Europese component, waartoe men Zeus en Poseidon rekent. Deze component zou er ook voor hebben gezorgd dat de goden een bepaalde functie kregen en deze een menselijke activiteit of bepaalde klasse beschermden. Dankzij deze invloedssfeer zou er ook een geleidelijke scheiding ontstaan tussen het profane en sacrale door de goden op de Olympos te plaatsen, waardoor men de goden makkelijker kan plaatsen en het contact met de goden hierdoor wordt vergemakkelijkt.

## Geschiedenis

### Prehistorie
In de loop van het 2e millennium v.Chr. vond in "Griekenland" een versmelting plaats van de pre-Helleense godsdiensten met de godsdienst die de Indo-Europese voorvaderen der Grieken uit het noorden meebrachten.

### Oudheid
Reeds vroeg moet een proces van assimilatie van de honderden in "Griekenland" vereerde lokale godheden op gang zijn gekomen, waarbij de machtigere, meer verbreide godenfiguren vele kleinere absorbeerden. Getuigen daarvan zijn de talloze bijnamen die de grote goden ook in latere tijd nog droegen, en waarvan de Grieken zelf de betekenis dikwijls niet of nauwelijks meer wisten.
Op deze basis bouwden de oude dichters (bijv. Homerus en Hesiodus), naar het model van de aristocratische samenleving van hun tijd, hun overzichtelijk geordende antropomorfe godenwereld, die niet alleen het literaire beeld en de artistieke vormgeving van de goden voor de gehele verdere oudheid bepaald heeft, maar ook de religieuze opvattingen van de grote stadstaten diepgaand beïnvloedde.

#### Archaïsche periode
In de archaïsche periode (7e/6e eeuw v.Chr.) schreed de "panhellenisering" voort o.i.v. de kolonisatiebeweging, de organisatie van de grote panhelleense feesten en het groeiende aanzien van de grote orakelplaatsen. Tegelijkertijd werden binnen het staatsbestel van de polis de verschillende plaatselijke erediensten strakker georganiseerd.

#### Klassieke periode
Het hoogtepunt van deze erediensten viel in de klassieke periode (-5e/-4e eeuw): de bouw van monumentale heiligdommen en tempels met kostbare cultusbeelden en wijgeschenken, de schitterende feesten en processies weerspiegelden de macht en de rijkdom van de stadstaat, die aan haar beschermgoden te danken waren.
De hiermee gepaard gaande verstarring bracht echter een verarming van het religieuze besef met zich mee,[?] die bevorderd werd door de verlichte opvattingen van wetenschappers en wijsgeren en gecompenseerd door de invoering van enkele niet-Griekse erediensten (onder andere die van Cybele en Dionysus).

#### Hellenistische en Romeinse periode
De hellenistische periode en de keizertijd (-3e/+3e eeuw) geven enerzijds een romantisch-folkloristische herleving van een aantal oude erediensten te zien, anderzijds de ondergang van vele oude culten en de massale introductie van oosterse religies en religieuze praktijken (onder andere die van Isis & Osiris, Mithras en Hermes Trismegistus).
Het kosmopolitische ideaal van die eeuwen deed de waardering voor lokale en nationale goden dalen en leidde tot een verregaand syncretisme: waar mogelijk, werd een oosterse godennaam door een reeds bestaande Griekse geïnterpreteerd. De Romeinen namen het Griekse pantheon en de Griekse mythologie vrijwel volledig over: zo veel mogelijk Romeinse goden werden met Griekse geïdentificeerd, maar ze behielden hun Romeinse naam.
Vanaf de 1e eeuw v.Chr. traden wijsgerige scholen zoals het stoïcisme en epicurisme met de godsdienst in concurrentie: ze toonden grote belangstelling voor theologische bespiegelingen en ethische vraagstukken, bekommerden zich ernstig om de heilsverwachting van de mens en hadden een uitgesproken mystieke inslag. Kenmerkend voor deze eeuwen is ook de hellenistische heerserscultus, die aansloot bij de oude heroëncultus en ten slotte tot de Romeinse keizercultus zou leiden.
De ondergang van de traditionele Grieks/Romeinse godsdienst in de 4e/5e eeuw na Chr. werd veroorzaakt door de samenwerking van twee factoren: de mythologie en filosofie, die de oude geloofsvormen uitholden en ridiculiseerden en de overstroming met oosterse religies en ten slotte het christendom.

### Moderne tijd
In de moderne tijd wint de oud-Griekse godsdienst op kleine schaal weer aanhangers, vooral in Griekenland. Sinds 1997 bestaat de Opperste Raad van Ethnikoi Hellenes als overkoepelende instantie voor diverse richtingen van het nieuwe hellenisme.

## Cultus
Het gehele leven van de oude Grieken werd begeleid door allerlei handelingen die dienden om de bovennatuurlijke machten gunstig te stemmen of te verzoenen. De religieuze beleving leek veel op een ruilkoop: de burger schonk een godheid zijn offers en verwachtte in ruil hiervoor bescherming of verhoring van zijn wensen.
Over de particuliere cultuspraktijken is weinig bekend. De organisatie van de eredienst was in de eerste plaats gemeenschapszaak, dus taak van de stadstaat. Erediensten van meer dan lokaal belang werden dikwijls beheerd door een amfictionie, een verbond van naburige stadstaten die zich ertoe verplichtten het betrokken heiligdom gezamenlijk te beschermen en aldaar de cultus te verzorgen.

### Cultusplaats
De oude Grieken vereerden hun goden op de plaats waar zij hen aanwezig achtten. In de oudste tijden waren dit dikwijls heilige plaatsen in wouden of grotten. Een plaats waar een bepaalde eredienst werd uitgeoefend heette temenos: deze was afgebakend en binnen de voorziene ruimte kon een tempel, een altaar of een beeld staan (soms beperkte de cultusplaats zich tot een klein altaar met een omheinde hof). Cultusplaatsen waren altijd goed zichtbaar en afgescheiden van de omgeving.
Sinds de 8e eeuw v.Chr. bouwde men houten, later stenen tempels die echter slechts als woonplaats voor de god dienden en geen vergaderplaats van de cultusgemeenschap waren.
In de naos (cultusruimte) van de tempel stond het cultusbeeld, de eigenlijke cultusplechtigheden speelden zich af op en rond het (buiten) vóór de tempel gelegen altaar. Met vele heiligdommen en tempels was het asielrecht verbonden; een vervolgde mocht er niet gegrepen worden ook niet als hij een slaaf of vreemdeling was.

### Cultuspersoneel
Eigenlijk waren voor de eredienst geen speciale functionarissen nodig; elke burger, met name een gezinshoofd en een staatshoofd, kon cultushandelingen verrichten. De priester was in de Griekse stad slechts deskundige in riten, nooit vertegenwoordiger van de godheid onder de mensen of prediker. Een gesloten priesterstand of clerus hebben de Grieken nooit gekend, het priesterambt was vrijwel nergens principieel verschillend van elk ander publiek ambt. Priesters en priesteressen - steeds verbonden aan de cultus van één bepaalde godheid - werden, voor zover het ambt niet erfelijk was, in een bepaalde familie, door loting of verkiezing aangewezen (in de hellenistische tijd kon het ambt ook gekocht worden!); in monarchieën benoemde de vorst sommige priesters.
De verplichtingen van de priesters omvatten de zorg voor tempel en tempeluitrusting, het beheer van het tempelvermogen en het verrichten van de door de traditie voorgeschreven cultushandelingen. Als voorwaarden voor benoeming golden onbesproken gedrag en afwezigheid van lichaamsgebreken; speciale theologische scholing was niet vereist. Als honorarium ontvingen de priesters een deel van de offergaven en van de overige tempelinkomsten, bij openbare plechtigheden hadden ze voorts recht op een ereplaats. Het ambtsornaat bestond meestal uit een lange witte of purperen chiton, een krans of diadeem op het hoofd, en een staf in de hand.

### Cultushandelingen

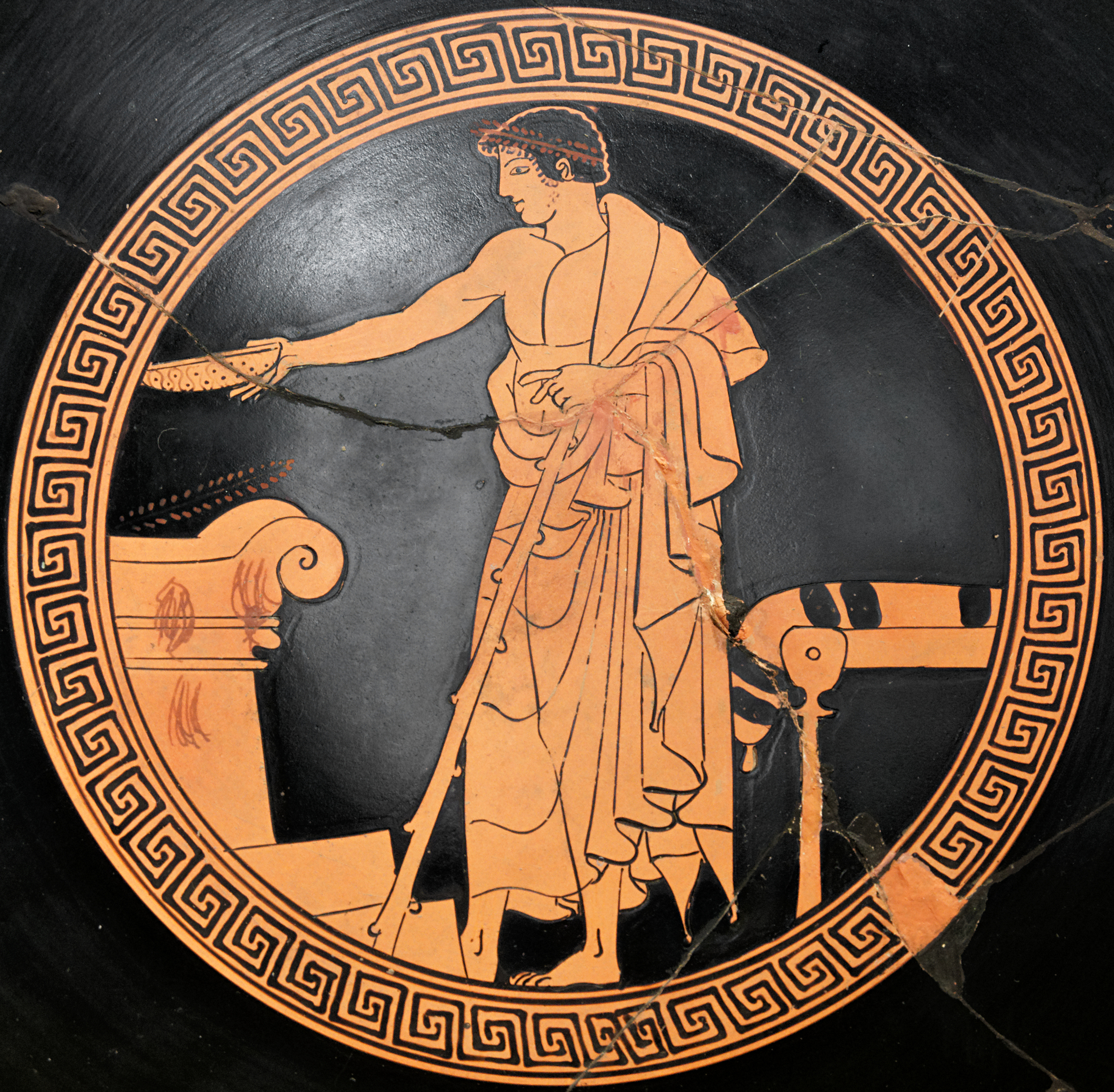
Een jongeman brengt een plengoffer op een altaar (Attische roodfigurige vaasschildering, ca. 480 v.Chr.).

Het offer [d.i. een kostbaar bezit wordt aan zijn normale bestemming onttrokken]: dat kon een vruchtenoffer (vooral van eerstelingen), een dankoffer, plengoffer of bloedig offer zijn. Mensenoffers schijnen in historische tijden niet (of uiterst zelden!) meer te zijn voorgekomen. Voor de verschillende godheden en gelegenheden was de aard van de offers vastgesteld.
Een bloedig offer verliep als volgt: nadat het offerdier gereinigd was en getooid met linten of een krans, strooide men gerstekorrels en zout op zijn hoofd en sneed het dier een paar haren af, die in het vuur geworpen werden; vervolgens werd het met een bijl gedood, de halsslagader werd doorgesneden en het bloed in een schaal opgevangen. Sommige stukken vlees werden verbrand (voor de goden zelf) andere door de aanwezigen genuttigd (communie).
De Grieken begonnen alle werkzaamheden van enige betekenis met gebed. Voor zover we na kunnen gaan (in de literatuur en in de bewaard gebleven hymnen) was bij de Grieken het gebed bij officiële gelegenheden niet al te strak in vaste formules vastgelegd (althans veel minder dan bij de Romeinen). Wel waren er enkele vaste onderdelen:
- de aanspreking van de godheid,
- de verwijzing naar zijn/haar macht
- de verwijzing naar eigen verdiensten
- het verzoek
- de belofte (tegenprestatie).

Speciale vormen van gebed waren de verwensing en de eed. Als dank voor verkregen gunsten schonken de Grieken aan de heiligdommen dikwijls kostbare wijgeschenken en ex voto's.

### Feesten
Ter ere van de meeste goden werden door bepaalde bevolkingsgroepen of door de gehele stadstaat jaarlijks op gezette tijden feestdagen gevierd, die gekenmerkt werden door speciale offers, door processies en dikwijls ook door allerhande wedstrijden en festivals. Deze laatste waren zelfs hoofdbestanddelen van de panhelleense godenfeesten (ter ere van Apollon in Delphi, ter ere van Zeus in Olympia en Nemea, ter ere van Poseidon op de Isthmus); in Athene waren de voornaamste feesten de Panathenaeën en de Dionysia.

## Orakels en andere voorspellingsvormen
De orakels vormde een fundamenteel aspect van de oud-Griekse religie en cultuur. Het orakel is het antwoord gegeven door een godheid die men heeft geraadpleegd voor een persoonlijke vraag, vaak in verband met de toekomst. Dergelijke orakels worden enkel gegeven door bepaalde godheden, in bepaalde plaatsen, over gepreciseerde onderwerpen en binnen strikt te respecteren rituelen. De voornaamste orakelgod was Apollon, van wie het orakel van Delphi waarschijnlijk het bekendste is.
Men had in de oudheid twee manieren om voorspellingen op te delen: ofwel in zelf uitgelokte en de mens overvallende voorspellingen, ofwel in geïnspireerde of intuïtieve en inductieve voorspellingen. De personen die een voorspelling konden doen waren ofwel een μάντις / mántis (ziener) ofwel een ἔνθεος / éntheos ('door een godheid bezielde'; cf. ἐνθουσιασμός / enthousiasmós) persoon die in ἔκστασις / ékstasis ('buiten zichzelf treden'; cf. μανία / manía [< μαίνομαι / maínomai - 'buiten zichzelf zijn']) geraakte. Wanneer dit laatste gebeurde bij iemand die hiervoor was "opgeleid" sprak men ook wel van προφήτης / prophêtês ('die spreekt voor [de godheid]'; < φάτις / phátis - 'het spreken') (bijvoorbeeld Pythia). De kunst van het voorspellen duiden de Grieken aan met de termen μαντικὴ τέχνή / mantikê tékhnê of μαντεία / manteía (cf. divinatio). De term voor een voorspelling gedaan door iemand die deze kunst (mántis) beheerste duidde men dan ook aan met μαντεῖον / manteĩon ('voorspelling', 'godspraak', 'orakelspreuk'; later ook 'orakel'). Wanneer het echter om een voorteken ging sprak men van een σημεῖον / sêmeĩon of οἰωνός / oiônós (letterlijk '(grote) vogel').
In het oude Griekenland waren vooral geïnspireerde voorspellingen populair, hoewel de - goedkopere - inductieve voorspellingen toch ook hun aantrek hadden.

### Geïnspireerde of intuïtieve voorspellingen
Men kende een drietal vormen van geïnspireerde voorspellingen: ὀνειροκρισία / oneirokrisía (droomvoorspelling), μαντεῖον / manteĩon of χρησμός / khrêsmós (respectievelijk < μαντεύομαι / manteúomai - 'voorspellen', 'een orakel geven' en χρῄζω / khrêizô - 'voorspellen', 'een orakel geven'; χρηστήριον / khrêstêrion - 'orakelplaats') en voorspellingen door watergoden en dergelijke.
De oneirokrisía was volgens Plutarchus en andere antieke auteurs de oudste vorm van een orakel en was reeds lang bekend in het oude Egypte en Mesopotamië, waar het als een ware wetenschap werd beschouwd (cf. Artemidorus van Daldis, Oneirokritika, 2e eeuw n. Chr.). Het ging hierbij om een voorspelling die de dromer overviel in zijn slaap in het heiligdom. De bekendste heiligdommen waar men dergelijke voorspelling kon ontvangen waren: het heiligdom van de heros Trophonios te Lebadeia in Boeotië en de vele Asklepieia (Kos, Pergamon, Epidaurus).
Het manteĩon of khrêsmós was de voorspelling via de bemiddeling van een orakelplaats (voor een droom was het niet per se nodig dat men een heiligdom bezocht, al kon dit wel een voorspelling bevorderen). De bekendste heiligdommen die dergelijke voorspellingen te doen zijn het Apollon-orakel van Delphi en het Zeus-orakel van Dodona in Epirus.
Men kende bij het orakel van Delphi twee soorten voorspelling: de κληρομαντεία / klêromanteía ('voorspelling door lot'; cf. Μοῖραι / Moĩrai - 'zij die het lot uitdelen') en de geïnspireerde voorspelling door de Pythia (Πυθία ἱέρεια / puthía hiéreia - 'Pythische priesteres'). Bij de klêromanteía werd een al dan niet bevestigend antwoord gegeven op een vraag in verband met de toekomst door middel van het loten (κλῆρος / klêros - 'lot') van bonen (donkere en lichte). Deze voorspellingswijze werd echter in latere tijden overvleugeld door de voorspellingen van de Pythia.
Het ging hierbij om raadplegingen van een Pythia - die voor het leven was aangesteld - die in de klassieke periode op de zevende dag van elke maand in een toestand van ékstasis voorspellingen ten beste bracht. Men volgde de volgende procedure. Degene die de Pythia wenste te raadplegen moest om te beginnen een man zijn én een taks betalen aan een confederatie van poleis. Indien hij een extra taks betaalde of bepaalde diensten had verleend aan de polis van Delphi, verkreeg men het recht op προμαντεία / promanteía, d.i. het recht om als eerste het orakel te raadplegen. Nadat hij zich had gezuiverd van elke smet (zie Terminologie) en een bloedig offer had gebracht dat werd voltrokken door de twee priesters en hun assistenten, werd hij tot het ἄδυτον / ádyton, d.i. het heilige der heilige, toegelaten, waar de Pythia op haar driepikkel zat.
Het orakel van Dodona, dat was gewijd aan Zeus en Dione, was het oudste Griekse heiligdom en deed voorspellingen door middel van het ruisen van de bladeren van de heilige eik en ook wel door het observeren van de heilige duiven die zich in de boom nestelden. Deze tekens werd dan geïnterpreteerd door de Selloi of Helloi. Toch zou dit orakel nooit de status van dat van Delphi bereiken, omdat vooral individuen dit orakel raadpleegden terwijl Delphi door gezanten van de meest luisterrijke poleis werd bezocht.
Tot slot kon men ook watergoden en dergelijke raadplegen, want deze hadden de macht om de waarheid over de toekomst te spreken. Maar watergoden als Nereus en Proteus lieten zich niet zo makkelijk raadplegen, daar men hen al moest dwingen om een voorspelling te doen. Bovendien konden zij van vorm veranderen en zo ontkomen aan mogelijke belagers.

### Inductieve voorspellingen
De verschillende voortekens (sêmeĩon of oiônós) die men kon waarnemen, konden zowel door individuen als door mánteis ('zieners') worden geïnterpreteerd.
Een eerste vorm van voortekens was de ὀρνιθομαντεία / ornithomanteía ('vogelvoorspelling'), waarbij de vlucht en dergelijke van vogels werden beschouwd en geïnterpreteerd.
Men kende ook voortekens die gebaseerd waren op een κληδών / klêdôn ('gerucht') of andere menselijke gedragingen. Een voorbeeld hiervan vindt men bij het heiligdom van Hermes te Pharai in Achaea, waarover Pausanias ons vertelt,[waar?] waarbij men 's nachts de tempel van Hermes binnenging om zo dicht mogelijk bij het oor van het cultusbeeld een vraag in te fluisteren en vervolgens met gesloten oren naar buiten te gaan, waarop het eerste geluid dat men hoort wanneer men zijn oren weer opent beschouwd werd als antwoord van de godheid.
Een behoorlijk populaire vorm van voorspellen was de ἱεροσκοπία / hieroskopía (hieroscopie), d.i. het bestuderen van de heilige ingewanden van de offerdieren, waarbij een mántis de gedragingen van het offerdieren en de ingewanden ervan interpreteerde.
Voorspellingen konden ook worden opgemaakt uit de gedragingen van vuur of water. In dit verband moet ook worden gewezen op het voorspellen door middel van spiegels, wat refereert aan het spiegelend wateroppervlak. Vele orakels zijn dan ook in de buurt van een bron gevestigd.
Nog een vorm van voorspellen was door middel van klêros. Deze vorm was zeer geschikt voor "do-it-yourself"-orakels. Een mooi voorbeeld is het boek van Astrampsychus (een pseudoniem) waarin men uit een lijst van 91 vragen kon kiezen en vervolgens door loting (bijvoorbeeld door te bikkelen) een antwoord kreeg.[titel?] Ook in Delphi kende men deze vorm van voorspellen (cf. supra).
Tot slot was er nog het onderzoeken van de hemel op voortekens. Het was echter nooit zo populair in de Griekse wereld als bij de Etrusken en Romeinen.[bron? Het betreft toch astrologie?]

## Voetnoten
1. 1 2 3  E. des Places, La Religion grecque: dieux, cultes, rites et sentiment religieux dans la Grèce antique, Parijs, 1969, p. 9 (a).
2. ↑  Zie A. Motte, L'expression du sacré dans la religion grecque, in J. Ries (éd.), L'expression du sacré dans les grandes religions, III, Louvain-la-Neuve, 1986, pp. 109–256; J. Rudhardt, Notions fondamentales de la pensée religieuse et actes constitutifs du culte dans la Grèce classique, Parijs, 20002. ISBN 2708404180
3. ↑  W. Burkert, Greek religion: archaic and classical, Malden - Oxford - Carlton, 1985, p. 271.
4. ↑  R. Pettazzoni, Der allwissende Gott. Zur Geschichte der Gottesidee, Frankfurt, 1960.
5. ↑  F. Vian, La Religion grecque à l'époque archaïque et classique, in H.-Ch. Puech (ed.), Histoire des religions, I, Parijs, 1970, pp. 489–503.
6. ↑  Herodotus, Historiae II 171.
7. ↑  Men meent dat het oorspronkelijk ging om een vrouw uit de streek die een keer in het jaar voorspellingen deed in het heiligdom. In de klassieke periode zou men dan drie vaste Pythiai gekend hebben, namelijk twee hoofd- en een hulp-Pythia.